# Палванташ
Палванта́ш (узб. Полвонтош, Polvontosh) — посёлок городского типа, расположенный на территории Мархаматского района (Андижанская область, Узбекистан) на берегу Южного Ферганского канала.
Население — 5 445 чел. (на 1989 г.). 
В Палванташе ведётся добыча нефти.  